# Сент-Экзюпери, Консуэло де
Консуэло де Сент-Экзюпери (фр. Consuelo de Saint-Exupéry), в девичестве Консуэло Сунсин-Сандоваль-Сесенья (исп. Consuelo Suncín-Sandoval Zeceña; 10 апреля 1901, Испания, Сальвадор — 28 мая 1979, Грас, Франция) — сальвадорская писательница, журналистка и художница. Жена французского писателя и лётчика Антуана де Сент-Экзюпери.

## Биография

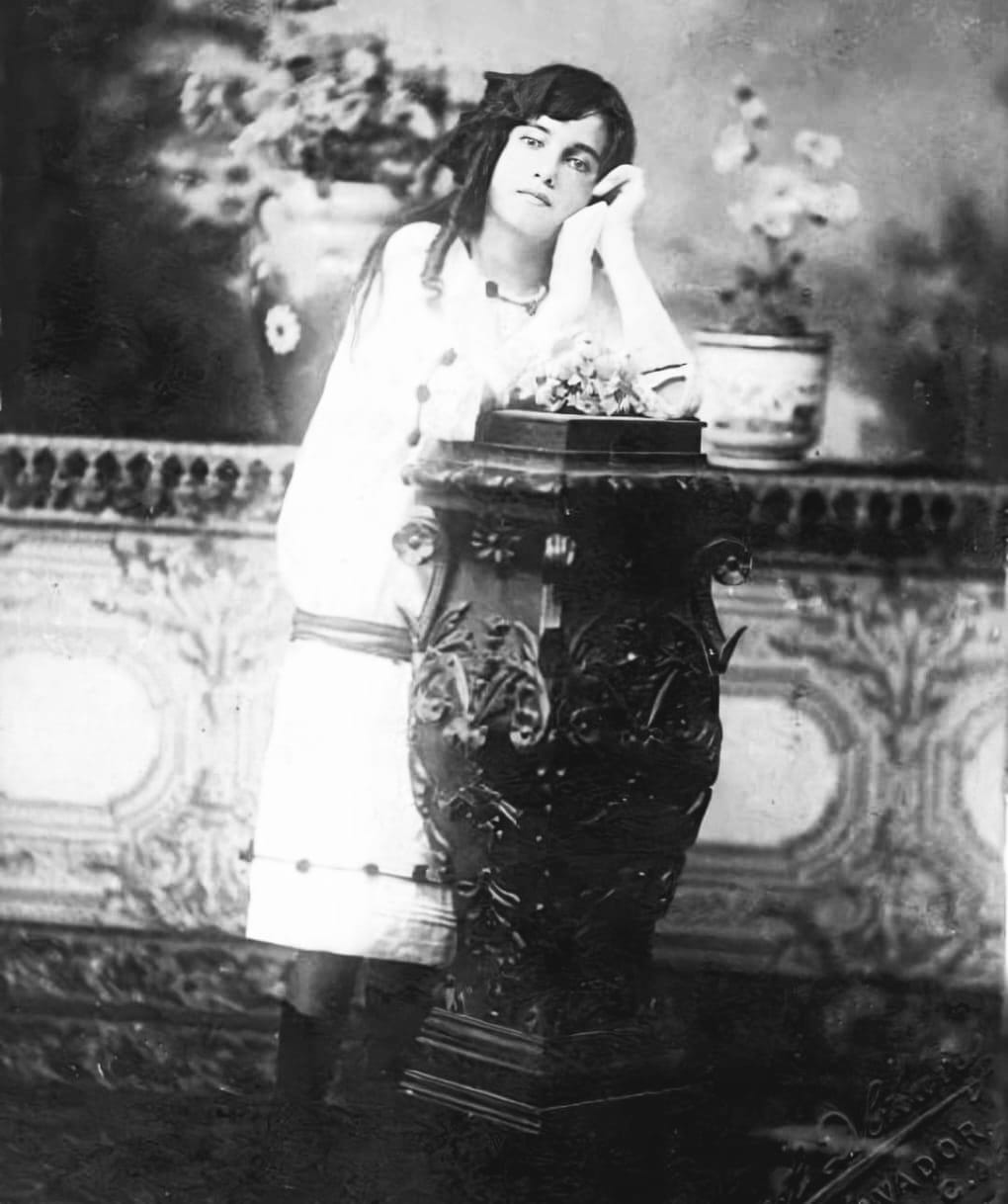
Консуэло Сунсин в детстве

Консуэло Сунсин родилась в городке Армения, в департаменте Сонсонате, в Сальвадоре в семье богатых землевладельцев — полковника дона Феликса Сунсина и доньи Эрсилии Сандоваль Сесенья. Кроме неё в семье были ещё две дочери: Анна Долорес и Аманда. Консуэло получила образование за границей — в США, Мексике и Франции.
В 19 лет она переехала в Сан-Франциско, где получила грант на изучение английского языка. Здесь 15 мая 1922 года она в первый раз вышла замуж за мексиканца Рикардо Карденаса, работавшего клерком на складе красок. Однако брак распался, а через некоторое время после того, как супруги стали жить раздельно, Рикардо Карденас погиб во время несчастного случая на железной дороге.
После развода с Карденасом в 22 года, Консуэло переехала в Мехико, где стала изучать юриспруденцию, которую вскоре сменила на журналистику. Во время пребывания во Франции она вышла замуж за Энрике Гомеса Каррильо, гватемальского дипломата, писателя и журналиста. В 1927 году, через одиннадцать месяцев после свадьбы, супруг скончался от инсульта. Овдовев, Консуэло унаследовала большое состояние, включавшее резиденцию в Буэнос-Айресе, после чего приняла гражданство Аргентины и поселилась в Буэнос-Айресе, где вращалась в богемных кругах.
В 1931 году в Буэнос-Айресе друг Консуэло, французский критик Бенжамен Кремьё, познакомил её с Антуаном де Сент-Экзюпери, который в то время служил техническим директором компании «Аэропоста — Аргентина», филиала компании «Аэропосталь». Вскоре Консуэло вышла замуж за Сент-Экзюпери, получив титул графини. Брак был заключён в Буэнос-Айресе, но официальная церемония состоялась во Франции, куда супруги переехали на постоянное место жительства. Несмотря на то, что Сент-Экзюпери был очарован своей супругой, их брак сопровождался многочисленными любовными приключениями как со стороны Консуэло , так и Антуана, среди романов которого был, в частности, и роман с Элен де Вогюэ, известной как «Нелли» и упоминаемой в биографиях Сент-Экзюпери как «мадам де Б.».
Хотя Консуэло постоянно беспокоили риск, связанный с профессией супруга, его окружение и многочисленные любовницы, их брак не распался. В 1944 году Антуан пропал без вести в небе над Средиземным морем. К тому времени он уже был всемирно известным автором романа «Маленький принц», в котором изобразил супругу розой — особенным цветком, находившимся для защиты под стеклянным колпаком.

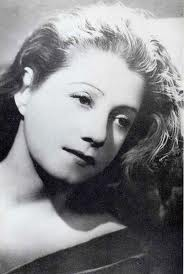
Консуэло Сент-Экзюпери

Консуэло умерла от приступа астмы в Грасе, во Франции 28 мая 1979 года. Она была похоронена на кладбище Пер-Лашез в Париже, рядом с останками своего мужа, писателя и дипломата Энрике Гомеса Каррильо. Всё своё имущество и права Консуэло завещала своему садовнику Хосе Мартинесу-Фруктуозо.

## Мемуары
В 1946 году Консуэло описала свою жизнь с третьим мужем. Рукопись «Воспоминания розы» (фр. Mémoires de la rose) была написана на французском языке. Впервые она была опубликована в 1999 году, уже после смерти писательницы, вместе с сохранившейся перепиской.

## В кино и литературе
В фильме «Сент-Экзюпери: дело истории» Консуэло сыграла актриса Миранда Ричардсон. Консуэло также изображена в рассказе под названием «Три желания» из сборника «Земля детства» Клаудии Ларс, подруги её детства. В Сонсонате девочками они мечтали о том, кем станут, когда вырастут, и Консуэло сказала, что станет королевой в далекой стране.